# Visita di Enrico III alla villa Contarini
Visita di Enrico III alla Villa Contarini o Ricevimento di Enrico III alla Villa Contarini è un dipinto di Giambattista Tiepolo, conservato a Parigi nel Museo Jacquemart-André.
Vi si mostra la visita fatta da Enrico III di Francia nel 1574 alla nobile famiglia veneziana Contarini.